# كاثرين غان
كاثرين غون (بالإنجليزية: Katharine Gun)‏ (من مواليد 1974) هي مترجمة بريطانية سابقة في وكالة استخبارات بريطانية تحديدا في مكاتب الإتصالات الحكومية البريطانية (GCHQ). في عام 2003، أصبحت معروفة علناً بتسريب معلومات سرية للغاية إلى الصحافة تتعلق بالأنشطة الغير القانونية التي تقوم بها الولايات المتحدة الأمريكية في مساعيها من أجل غزو العراق عام 2003. وتشمل بعض هذه الأنشطة عمليات التنصت التي قامت بها وكالة الأمن القومي الأمريكية على الدول المكلفة في الأمم المتحدة بإصدار قرار ثان بشأن غزو العراق.

## حياتها ومسيرتها المهنية
ولدت غون في تايوان من أبوين بريطانيين. حيث أمضت طفولتها، قبل أن تلتحق بجامعة دورهام في إنجلترا لدراسة اللغة اليابانية والصينية. عانت غون كثيرا للحصول على عمل ضمن مجالها اللغوي دون جدوى، حتى اهتدت إلى إعلان للعمل في مكاتب الإتصالات الحكومية البريطانية (GCHQ). وقد صرحت غون سابقا أنها لم تكن تعلم ماهو GCHQ قائلة: «"لم يكن لدي أي فكرة حول ما يفعلونه ... لقد ذهبت إلى هناك مغمضة العينين."»

### التسريب
كانت مهمة غون المنتظمة لدى مكاتب الاتصالات الحكومية البريطانية (GCHQ) في Cheltenham هي ترجمة الملفات من اللغة الماندرانية الصينية إلى الإنجليزية. في 31 يناير 2003 وأثناء عملها قرأت غون رسالة إلكترونية من فرانك كوزا، رئيس الأركان في قسم «الأهداف الإقليمية» في وكالة المخابرات المركزية لوكالة الأمن القومي الأمريكية (NSA). طلب فيها كوزا المساعدة في عملية سرية وغير قانونية للتصنت وزعزعة مكاتب الأمم المتحدة المكونة لست دول وهي أنغولا، بلغاريا، الكاميرون، تشيلي، غينيا وباكستان حيث كانت هذه «الدول الست» ه الدول المتأرجحة في مجلس الأمن التابع للأمم المتحدة والتي يمكنها أن تحدد ما إذا كانت الأمم المتحدة قد وافقت على غزو العراق وهو ما يعد انتهاك صريحا لإتفاقية فيينا للعلاقات الدبلوماسية العالمية.
غضبت غون كثيرا فأخذت نسخة مطبوعة من الرسالة إلى منزلها. وبعد تفكير معمق خلال عطلة نهاية الأسبوع، أعطت غون نسخة رسالة البريد الإلكتروني لصديق لها كان على وصال بمجموعة من الصحفيين. وفي يوم الأحد 2 مارس من نفس العام نشرت صحيفة الأوبزرفر مستنسخًا من البريد الإلكتروني على صفحتها الأولى وبعد أقل من أسبوع من نشر القصة في يوم الأربعاء 5 مارس، اعترفت غون لمديرها المباشر في "جي سي كيو كيو" بأنها هي من سربت البريد الإلكتروني ليتم اعتقالها. وفي مقابلة أجرتها معها هيئة الإذاعة البريطانية مع «جيريمي باكسمان» اعترفت بأنها لم تثر الأمر مع مستشاري الموظفين لأنها «لم تعتقد بصدق أنه كان له أي تأثير عملي». أمضت غون ليلة في حجز الشرطة قبل أن تتهم فيما بعد بخرق قانون الأسرار الرسمية ويحكم عليها بثمانية أشهر. لكن أسقطت القضية بعد أن رفض الادعاء تقديم أي دليل. في وقت لاحق سجلت غون في دورة دراسات عليا في الأخلاقيات العالمية في جامعة برمنغهام.